# Spoorlijn Tavannes - Le Noirmont
De spoorlijn Tavannes - Le Noirmont is een Zwitserse spoorlijn van de voormalige spoorwegmaatschappij Tavannes–Tramelan-Bahn (TT) en de Tramelan–Les Breuleux-Le Noirmont-Bahn (TBN) in kanton Jura. Deze spoorlijn is tegenwoordig onderdeel van Chemins de fer du Jura (CJ).

## Geschiedenis
Het traject Tavannes - Tramelan werd door Tavannes–Tramelan-Bahn (TT) in 1884 geopend. 

Het traject Tramelan - Le Noirmont werd door Tramelan–Les Breuleux-Le Noirmont-Bahn (TBN) in 1913 geopend.
Op 16 december 2011 ontspoorde treinstel ABe 631 als gevolg van een ongewaaide boom bij Tramelan.

## Treindiensten
De treindienst van het personenvervoer en het goederenvervoer wordt uitgevoerd door de Chemins de fer du Jura (CJ).

## Aansluitingen
In de volgende plaatsen is of was er een aansluiting van de volgende spoorlijnen:

### Tavannes
- spoorlijn Moutier - Biel/Bienne

### Tramelan
- Werkplaats CJ

### Le Noirmont
- spoorlijn La Chaux-de-Fonds - Glovelier

## Elektrische tractie
Het traject werd geëlektrificeerd met een spanning van 1500 volt gelijkstroom.